# Palacio Yungbulakang
El palacio Yungbulakang (en tibetano: ཡུམ་བུ་ལྷ་སྒང), también llamado Yumbulagang, es un pequeño y antiguo castillo tibetano ubicado en el valle de Yarlung, en las inmediaciones de Zetang, China.

## Historia
Se cree que la edificación data del siglo II A.C. y fue el primer edificio ubicado en el Tíbet y el palacio del primer rey tibetano, Nyatri Tsenpo. Yungbulakang se encuentra en una colina a la orilla oriental del río Yarlung, en el valle de Yarlung, suroeste de Naidong County, a 192 kilómetros al sureste de Lhasa, y 9 kilómetros al sur de Tsetang. Alguna vez fue un palacio de verano del rey Songtsen Gampo y la princesa Wencheng. También fue un monasterio de la escuela Gelugpa (una escuela de budismo tibetano donde su actual líder es el dalái lama).
El castillo Yungbulakang sufrió graves daños (durante la revolución cultural china) quedando únicamente sobre una sola planta, pero fue reconstruido en 1983. Algunos dioses y reyes están consagrados en el palacio, como las estatuas de Buda Thiesung Sangjie, el rey Niechi, el primer rey del Tíbet, Gampo Songsten y de otros reyes de Tubo.